# Trebendorf
Trebendorf (en sorabo Trjebin) es un municipio situado en el distrito de Görlitz, en el estado federado de Sajonia (Alemania). Tiene una población estimada, a fines de octubre de 2021, de 817 habitantes.